# Forte de Santa Cruz (Praia da Vitória)

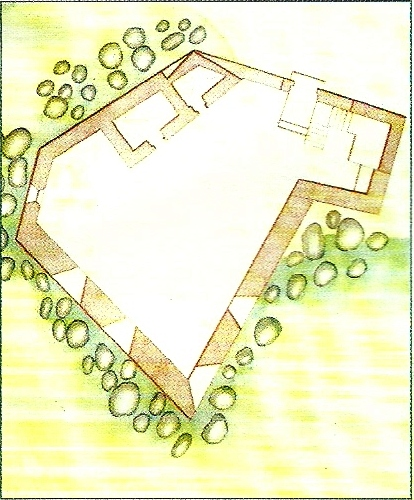
Forte de Santa Cruz (Francisco Xavier Machado, 1772, ANTT.)

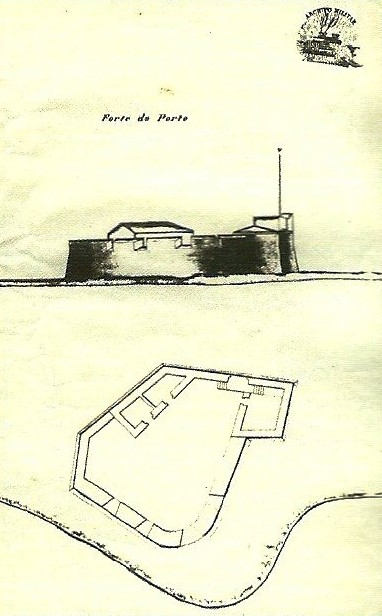
Forte do Porto (autor desconhecido, s/d, Arquivo Histórico Militar).

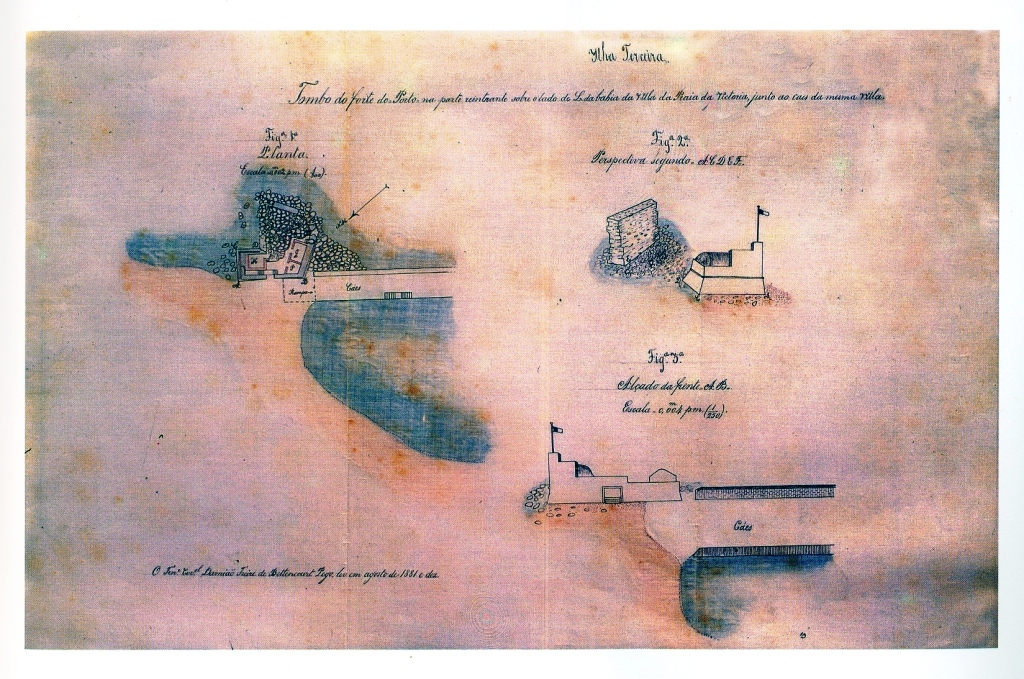
Planta do Forte do Porto da Vila da Praia (Tombo, 1881).

O Forte de Santa Cruz, também referido como Forte do Porto, localizava-se na freguesia de Santa Cruz, no concelho da Praia da Vitória, na ilha Terceira, nos Açores.
Em posição dominante sobre este trecho do litoral, constituiu-se em uma fortificação destinada à defesa deste ancoradouro e do antigo canal de acesso ao Paul, contra os ataques de piratas e corsários, outrora frequentes nesta região do oceano Atlântico. Cruzava fogos com o Forte do Espírito Santo, à sua esquerda, e com o Forte da Luz e o Forte das Chagas, à sua direita.

## História
Foi edificado no contexto da crise de sucessão de 1580, entre 1579 e 1583, por determinação do então corregedor dos Açores, Ciprião de Figueiredo e Vasconcelos, conforme o plano de defesa da ilha elaborado por Tommaso Benedetto.
No contexto da Guerra da Sucessão Espanhola (1702-1714) encontra-se referido como "O Forte de Santa Cruz no Porto." na relação "Fortificações nos Açores existentes em 1710".
Com a instalação da Capitania Geral dos Açores, o seu estado foi assim reportado:
"27º - Forte de Santa Cruz. Tem cinco canhoneiras, precisa abrir-se-lhe uma; tem quatro peças, uma de bronze e tres de ferro, todas boas e seus reparos capazes, precisa mais duas peças com os seus reparos, e para se guarnecer seis artilheiros e vinte e quatro auxiliares."
Encontra-se referido como "Forte de Santa Cruz" no relatório "Revista dos fortes e redutos da ilha Terceira", do capitão de Infantaria Francisco Xavier Machado (1772) com planta poligonal irregular e os muros rasgados por quatro canhoneiras e dependências de serviço no terrapleno pelo lado de terra.
Encontra-se referido como "26. Forte de S. Crus naquella b.ª [da Praia]" no relatório "Revista aos fortes que defendem a costa da ilha Terceira", do Ajudante de Ordens Manoel Correa Branco (1776), que lhe aponta os reparos necessários: "Este Forte careçe algú piqueno conserto, expecialm.e na rais da muralha para se evitar a sua ruina, aLem disto perciza duas portas nas suas cazas, e seu portáo."
Encontra-se assinalado como "8 Forte de Santa Cruz" na "Planta da Bahia da Villa da Praia" (1805).
No século XIX, durante a Guerra Civil Portuguesa (1828-1834), teve parte ativa na Batalha da Praia (11 de Agosto de 1829) contra as forças de Miguel I de Portugal. Na ocasião, o forte encontrava-se guarnecido por um artilheiro, seis marinheiros e cinco soldados de infantaria, sob o comando do Alferes Simão António Albuquerque e Castro. Estava artilhado com apenas uma peça, da qual partiu o primeiro tiro do combate, contra a capitânia, a nau D. João VI, a qual terá atingido, matando um homem, ferindo outro e causando grandes avarias a bordo. Disparou ainda mais 37 tiros, reduzida ao silêncio pelo poder do fogo da armada. Quando se iniciou o desembarque, sobre o areal que separava este forte do Forte do Espírito Santo - o último da baía da Praia, encostado à escarpa da serra de Santiago -, para lá se dirigiu o Tenente Caldas Osório à frente de um pequeno grupo de vinte e dois homens. Diante da intensidade do fogo, o grupo refugia-se no forte do Porto. Ao tentarem sair para deter o inimigo, o Tenente Osório foi atingido por uma bala, tombando sem vida.
A "Relação" do marechal de campo Barão de Bastos em 1862 informa que se encontrava em bom estado.
Foi duramente castigado pelas tempestades de 1879 e de 1880, que praticamente o destruíram (e aos fortes vizinhos), tendo-lhe custado as muralhas e a artilharia, e deixando-lhe de pé apenas uma canhoneira. As imediações ficaram obstruídas com os grandes blocos das muralhas derruídas, tendo ficado de pé apenas as suas edificações abobadadas. À época do tombo de 1881 encontrava-se abandonado e completamente arruinado.
Sem que houvesse sofrido obras de reparos, a população subtraiu-lhe as pedras de cantaria arrancadas pelo mar para a edificação das suas moradias, encontrando-se, atualmente, desaparecido.

## Características
Do tipo abaluartado, de pequenas dimensões, apresentava planta poligonal  irregular, em cujas muralhas rasgavam-se, originalmente, quatro canhoneiras. Construído a pouca altura do nível do mar, era resguardado apenas pelo enroncamento que o circundava.
No seu interior, adossadas à gola, erguiam-se três edificações: a Casa da Guarda, o paiol de pólvora e a Casa da Palamenta.  A servidão fazia-se pelo areal da praia da Vitória.